# Dalla parte del cuore
Dalla parte del cuore (Where the Heart Is) è un film del 1990 diretto da John Boorman, con Dabney Coleman e Uma Thurman.

## Trama
Stewart McBain è un esperto demolitore di successo che fa esplodere i palazzi per guadagnarsi da vivere. Nel bel mezzo di uno di questi progetti, un gruppo di manifestanti ferma l'ultimo edificio su un lotto che deve essere demolito, la Dutch House. Quando McBain appare in televisione per respingere la protesta, viene ridicolizzato. Ritornando a casa, i suoi tre figli Daphne, Chloe e Jimmy, lo ridicolizzano.
In parte dovuto ai rimproveri, e in parte dovuto al voler insegnare ai figli l'umiltà e il valore dei soldi, li caccia di casa. Dopo aver dato a loro 750 $ a testa, li manda alla Dutch House per fargli vivere la loro vita. La casa però è cadente e sull'orlo del collasso. Per finanziare le loro vite, i tre figli di McBain si fanno assumere dai loro inquilini. Tra questi ci sono lo stilista Lionel, il prestigiatore senza tetto Shitty, l'agente di cambio Tom e l'aspirante occultista Shirley. Chloe è incaricata a finire un calendario per una compagnia di assicurazioni. Lionel ha completato il suo progetto per uno show di moda. Chloe usa il suo compagno di stanza nel calendario e Lionel finisce usando alcuni dei loro modelli per il suo show.
La storia è raccontata sullo sfondo di un crollo del mercato azionario di McBain che lo porta alla rovina. Egli cerca disperatamente di evitare una scalata ostile di demolizione e la sua compagnia non ci riesce. Perde la casa e diventa bisognoso. Fondamentalmente, i suoi figli lo prendono e lui inizia a vedere il mondo sotto una luce completamente diversa.
Verso la fine, i figli di McBain, i loro parenti e i loro amici vengono tutti sfrattati dalla casa. A loro viene l'idea di far saltare in aria l'edificio per evitare il rilevamento e per far in modo che tutti tornino al loro precedente standard di vita. Durante tutto il film ci sono numerosi fraintendimenti romantici che sono collegati insieme alla fine.